# Mythimna obscura
Mythimna obscura är en fjärilsart som beskrevs av Tutt 1891. Mythimna obscura ingår i släktet Mythimna och familjen nattflyn. Inga underarter finns listade i Catalogue of Life.